# Ploaghe
Ploaghe là một đô thị ở tỉnh Sassari trong vùng Sardegna, có khoảng cách khoảng 160 km về phía bắc của Cagliari và cách khoảng 20 km về phía đông nam của Sassari. Tại thời điểm ngày 31 tháng 12 năm 2004, đô thị này có dân số 4.781 người và diện tích là 96,1 km².
Ploaghe giáp các đô thị: Ardara, Chiaramonti, Codrongianos, Nulvi, Osilo, Siligo.

## Người Ploaghe nổi tiếng
- Giovanni Spano Ploaghe 1803- Cagliari 1878.[2]